# Stethorrhagus limbatus
Stethorrhagus limbatus är en spindelart som beskrevs av Simon 1896. Stethorrhagus limbatus ingår i släktet Stethorrhagus och familjen flinkspindlar. Inga underarter finns listade i Catalogue of Life.